# Naviny.by
naviny.by (Білоруські новини) — дочірній новинний сайт білоруського інформаційного агентства БелаПАН. Онлайн-газета «Білоруські новини» була запущена 1 січня 2002 року. Вона стала першою такою в Байнеті та публікує новини дня. У 2007 році редакції БелаПАН і naviny.by стали самостійними.
Домен naviny.by разом з сайтом БелаПАН і рядом інших білоруських мережевих ресурсів блокувався білоруською владою 20 грудня 2014 року. З серпня 2020 року у зв'язку з висвітленням протестів в Білорусі доступ до сайту naviny.by, як і до цілого ряду інших білоруських мережевих ресурсів, в самій Білорусії також знову заблокований. З квітня 2021 року білоруська влада блокує і дзеркало основного сайту.
У січні 2022 року команда видання перезапустила Telegram-канал сайту під назвою «Позірк». Раніше канал перестав оновлюватися після визнання БелаПАН екстремістським формуванням у листопаді 2021. У квітні 2023 року цей канал і сторінка проекту Naviny в Однокласниках були визнані екстремістськими матеріалами, а у 2024 році влада оголосила «Позірк» «екстремістським формуванням».

## Нагороди і премії
2006 рік — «Премія Рунета» в номінації «Рунет за межами Ru» (спільно з БелаПАН).